# Отговор на всички въпроси
„Отговор на всички въпроси“ е българско-италиански драматичен филм от 2024 г. на режисьора Димитър Коцев – Шошо по негов сценарий. Оператор е Александър Станишев, а музиката е композирана от Калоян Димитров. Главните роли се изпълняват от Сара Драгулева, Велина Георгиева и Анастасия Жовтодид. Премиерата на филма се състои във фестивала „Златна роза“ през септември 2024 г. и излиза по кината на 22 ноември 2024 г.